# تاكورونج
تاكورونج (بالإنجليزية: Tacurong) هي مدينة في الفلبين، تتبع سلطان قادرات، بلغ عدد سكانها 98٬316  نسمة، في 15 أغسطس 2015، تبلغ مساحتها 153٫40 كيلومتر مربع، رمزها البريدي هو 9800.

## الموقع
تشترك في الحدود مع:
- Lambayong [الإنجليزية]‏
- President Quirino, Sultan Kudarat [الإنجليزية]‏
- Tantangan [الإنجليزية]‏.